# Psathyrometra
Psathyrometra (A.H. Clark, 1907) è un genere di crinoidi appartenente all'ordine Comatulida.

## Descrizione
Gli esemplari del genere Psathyrometra si spostano nuotando, e hanno un corpo simmetrico, in particolare caratterizzato dallo schema della simmetria pentaradiale. Sono organismi epibionti, cioè vivono sulla superficie di un altro organismo vivente. Vivono in un habitat marino, nel bioma bentonico marino, che comprende le coste e i fondali marini profondi. Si nutrono in sospensione, cioè catturano piccole particelle di cibo (tra cui il plancton). Gli esemplari di Psathyrometra sono stati osservati a profondità intorno ai 250 metri.

## Tassonomia
Il genere  Psathyrometra comprende tre specie:
- Psathyrometra bigradata
- Psathyrometra congesta
- Psathyrometra fragilis